# Colonia las Chinampas
Colonia las Chinampas är en ort i Mexiko.   Den ligger i kommunen Tonanitla och delstaten Mexiko, i den sydöstra delen av landet, 30 km norr om huvudstaden Mexico City. Colonia las Chinampas ligger 2 245 meter över havet och antalet invånare är 480.
Terrängen runt Colonia las Chinampas är huvudsakligen platt, men åt sydost är den kuperad. Runt Colonia las Chinampas är det mycket tätbefolkat, med 3 249 invånare per kvadratkilometer. Närmaste större samhälle är Ecatepec de Morelos, 8,8 km söder om Colonia las Chinampas. Runt Colonia las Chinampas är det i huvudsak tätbebyggt.